# Burton (bilmärke)

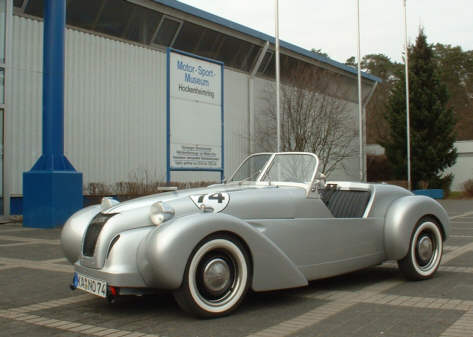
Burton

Burton är en nederländsk sportbil baserad på 2CV. Det är en öppen bil med nostalgisk design. Den bygger på chassit från en 2CV med en ny glasfiberkaross. Burton finns som öppen tvåsitsig eller en hardtop med måsvingedörrar eller med specialgjort cabriolettak. Från och med 2002 finns Burton tillgänglig i hela EU. 
Designen till Burton kom till 1998 då Iwan and Dimitri Goebel started en deisgn med kodnamnet 'Hunter'. De inspirerades av klassiska sportbilar som Bugatti, Jaguar, Talbot Lago, Delahaye och Alfa Romeo. Efter 18 månader var prototypen klar och 9 februari 2000 kunde den första karossen tas ut ur formen. I maj 2000 presenterades Burton första gången. 
Burton importerar och säljer också Lomax.